# Ambulansbåt

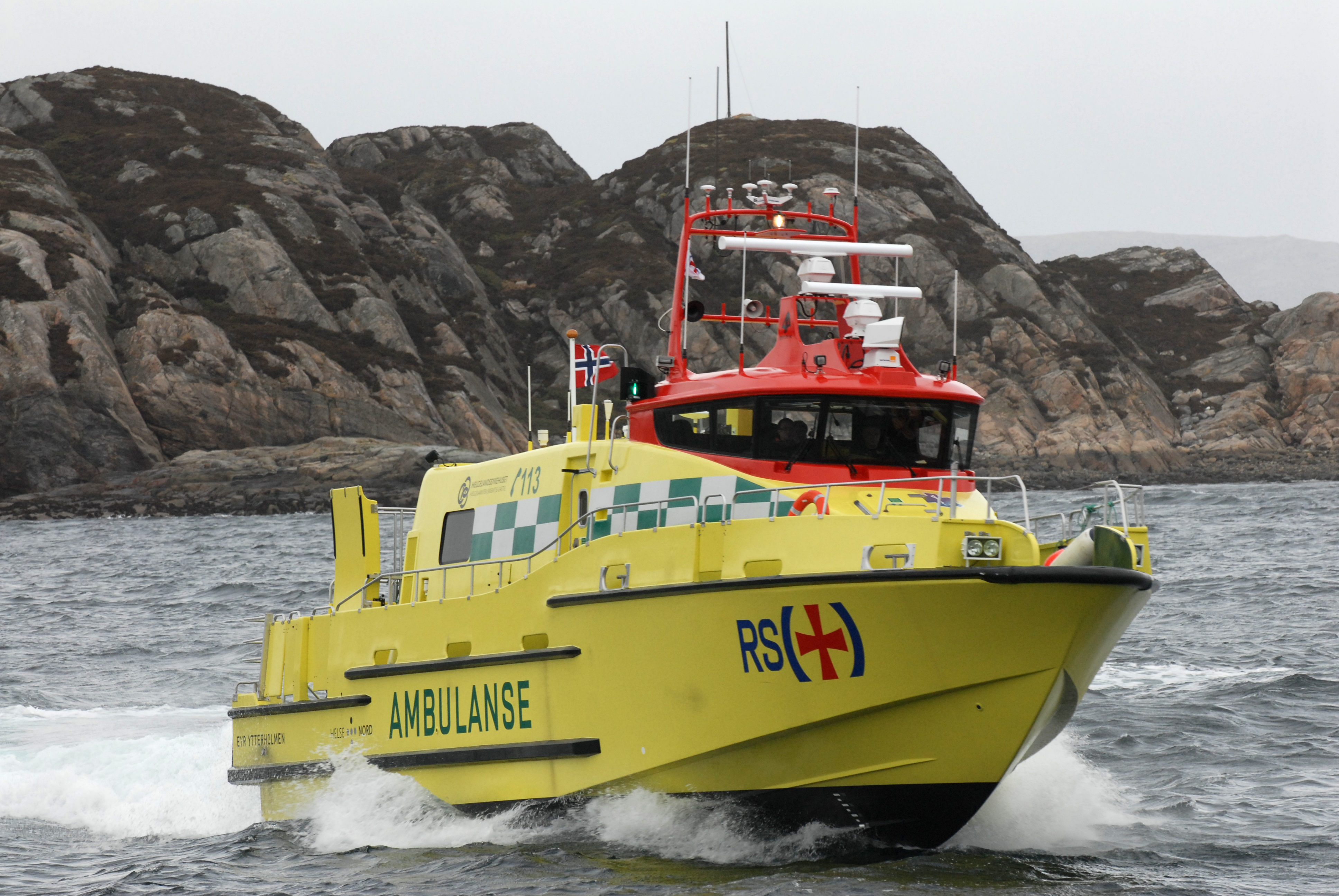
Norska Redningsselskapets ambulansbåt Eyr Ytterholmen mellan Hyen och Helgeland i Norge

Ambulansbåt eller sjöambulans är ett fartyg utrustat för ambulanssjukvård. Ambulansbåtar används i skärgårdar, kustlandskap och på platser med kanaler eller flodsystem. Fartyget skall kunna utföra snabb transport av sjuka eller skadade och är inrett med ambulanssjukvårdutrustning. 

## Sverige
En ambulansbåt bemannas av minst tre personer: en befälhavare och eventuellt en styrman samt en eller två sjuksköterskaor/ambulanssjukvårdare.
För Göteborgs skärgård finns M/V Rescuer stationerad på Donsö sedan slutet av 2015. Hon ersatte den tidigare ambulansbåten Hjärtrud, som var en ombyggd Stridsbåt 90H, sattes in 2008 och var stationerat på  Öckerö.. 
Räddningstjänsten Landskrona har den kombinerade räddnings- och ambulansbåten M/V Stella Nova, vilken 2018 ersatte den tidigare ambulansbåten Svärdet.

## Norge
Norge har 26 ambulansbåtar utstationerade längs kusten (2016).

## Italien
Venezia Emergenza i staden Venedig använder sjöambulanser, som är utrustade för hjälp till livsuppehållande åtgärder som till exempel automatisk respirator, defibrillator och läkemedel. Besättningen består av en akutsjuksköterska, två ambulanssjukvårdare, som i första hand ser till att patienten kommer ombord, och en förare.  

## Bildgalleri

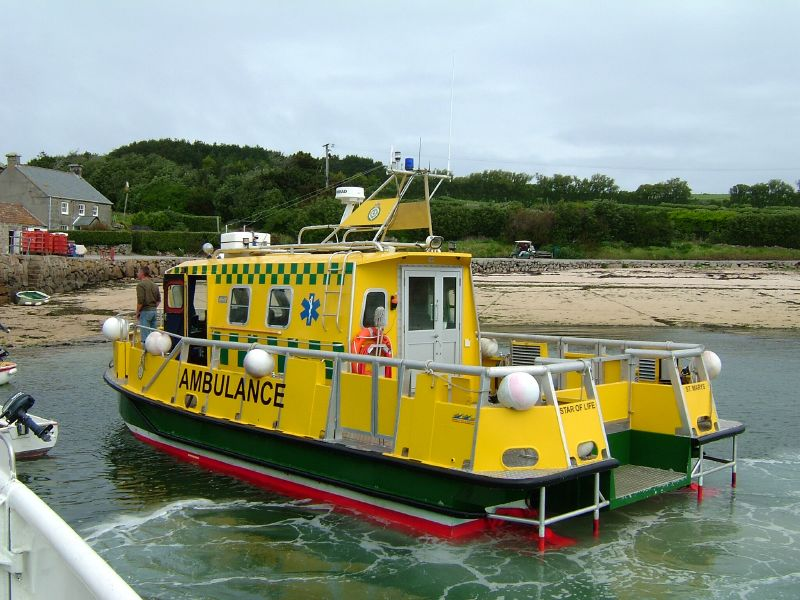
Ambulansbåten Stor of LIfe vid Scillyöarna i Storbritannien
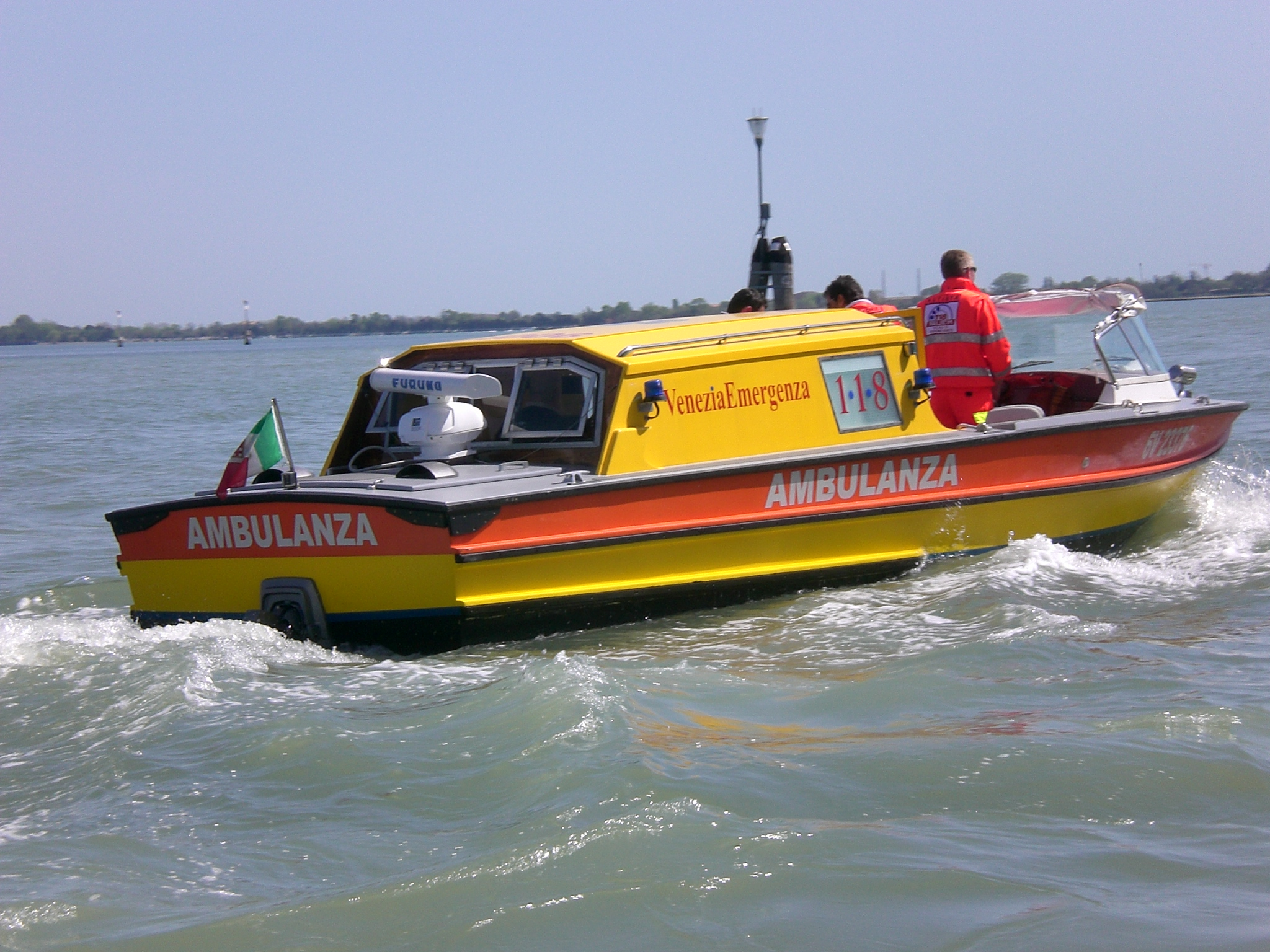
Ambulansbåt i Venedig
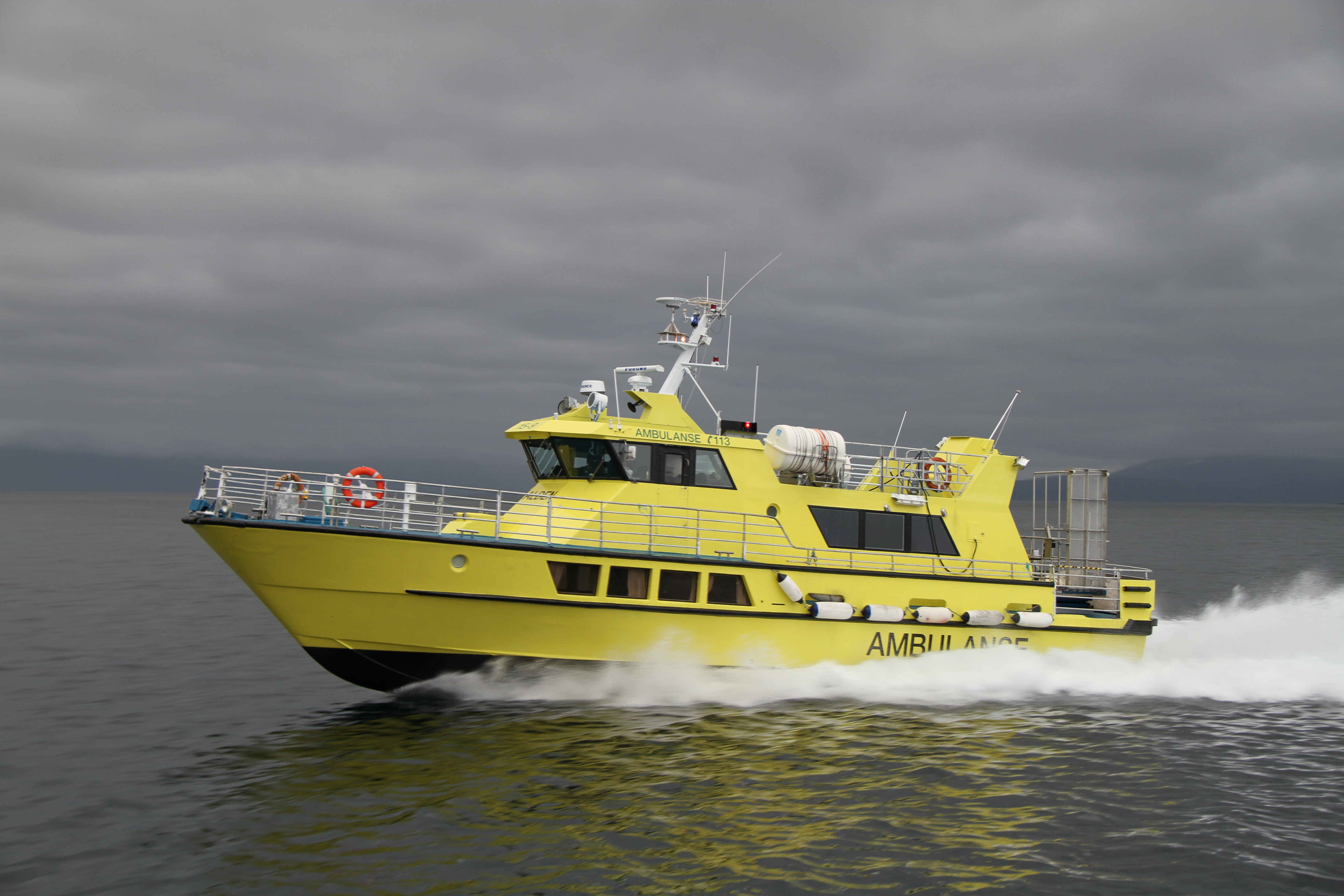
M/S Alden vid Svolvær i Norge
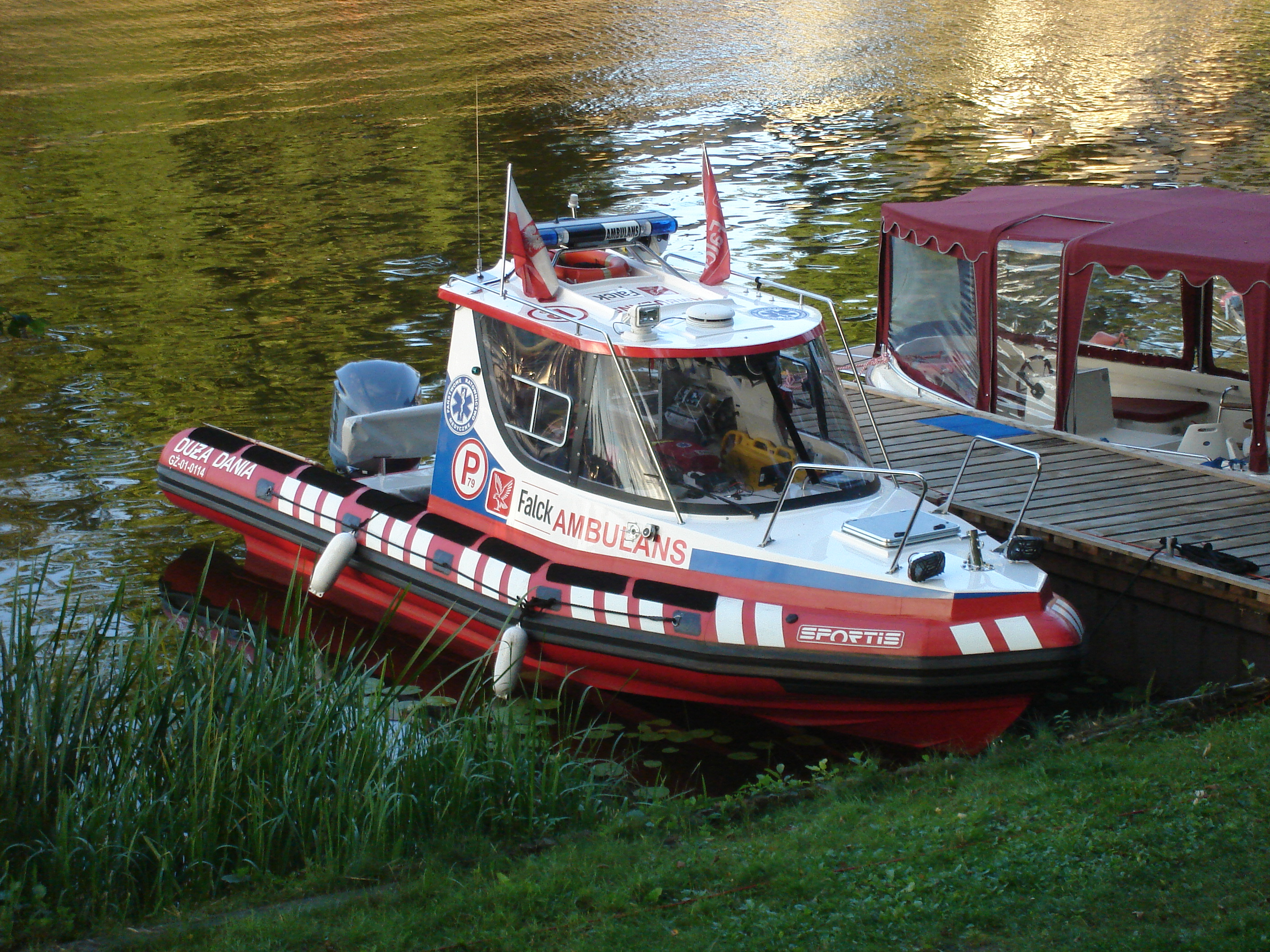
Duza Dania, ambulansbåt i Łódź i Polen